# Конрад II фон Хелфенщайн
Конрад II фон Хелфенщайн (на немски: Konrad II von Helfenstein; Konrad II von Helfenstein-Blaubeuren; † 14 декември 1474) е граф на Хелфенщайн-Блаубойрен (1444 – 1474) в Баден-Вюртемберг.

## Биография
Той е вторият син на граф Йохан II (III) фон Хелфенщайн-Блаубойрен († 27 февруари 1444) и съпругата му графиня Ирмгард/Ирменгард фон Кирхберг († 3 март 1444), дъщеря на граф Конрад VII фон Кирхберг († 1417) и Анна фон Хоенберг-Вилдберг († 1421). Брат е на неженения граф Улрих VIII (X) фон Хелфенщайн-Блаубойрен († пр. 15 юли 1503).
Конрад II фон Хелфенщайн е от 1425 г. домхер в Страсбург, управлява от 1445/1147 г. в Блаубойрен и от 1458 г. във Велхайм.
След смъртта на баща им през 1444 г. братята Конрад II и Улрих VIII разделят господството Хелфенщайн: Блаубойрен попада на Конрад II, Хайденхайм на Улрих VIII. За да погасят задълженията си двамата продават заедно правата си за мита на град Улм.
През 1447 г. Конрад II продава господството Блаубойрен, а през 1448 г. Улрих VIII своето господство „дас Бренцтал“ и езерата към Хайденхайм, фогт-правата на манастирите Кьонигсброн, Анхаузен и Хербрехтинген на графовете от Вюртемберг.
Със смъртта на синът му Георг I през 1517 г. линията Хелфенщайн-Блаубойрен измира по мъжка линия.

## Фамилия
Конрад II фон Хелфенщайн-Блаубойрен се жени за Урсула фон Зекендорф († 23 ноември 1474). Те имат 13 деца:
- Георг I фон Хелфенщайн († 1517), граф на Хелфенщайн-Блаубойрен (1474 – 1517), господар на Велхайм, Хексенагер-Зулметинген (1489), баварски съветник (1488), женен I. за Цецилия фон Трухтелфинген, II. на 23 ноември 1495 г. за шенкин Елизабет фон Лимпург-Шпекфелд († 1538), вдовица на граф Лудвиг IV фон Хелфенщайн-Визенщайг (1447 – 1493), дъщеря на Георг I фон Лимпург, господар на Шпекфелд-Оберзонтхейм († 1475) и Маргарета фон Хоенберг-Вилдберг († 1475), няма наследници
- Ирмгард фон Хелфенщайн, омъжена (1476) за граф Фридрих II фон Хелфенщайн (1408 – 1483)
- Ханс IV фон Хелфенщайн († 1483)
- Урсула фон Хелфенщайн
- Бернхард фон Хелфенщайн († 1501)
- Ернст фон Хелфенщайн († ноември 1483)
- Волфганг фон Хелфенщайн
- Цецилия фон Хелфенщайн
- Магдалена фон Хелфенщайн
- Фридрих фон Хелфенщайн († сл. 1492)
- Сибила фон Хелфенщайн († 11 май 1487)
- Кристоф фон Хелфенщайн († сл. 1480)
- Анна фон Хелфенщайн († сл. 1478)